# Iglesia de Santa María de Baldós
La iglesia de Santa María de Baldós es una iglesia románica de transición al gótico de los siglos XII-XIII que se encuentra en Montañana, en el municipio español de Puente de Montañana, dentro de la Ribagorza, provincia de Huesca, Aragón. La iglesia se construyó sobre los restos de la primitiva iglesia de San Martín.

## Arquitectura
Su planta es una nave de cruz latina y ábside cilíndrico con canecillos. En el crucero hay una capilla lateral de dos niveles en el lado del Evangelio, en el lado de la Epístola se encuentra la base del campanario gótico de planta cuadrada de cuatro pisos separados por piedras decoradas con arcos trilobulados apuntados.
El portal es de medio punto con seis arquivoltas con el trasdós dentado con puntas de diamante. Por encima de la puerta hay un tímpano con un pantocrátor dentro de una mandorla sostenida por dos ángeles y sosteniendo el libro LUX MUNDI.
Los capiteles de las arquivoltas contienen escenas de los pecados capitales y las consecuencias para los hombres (en el lado izquierdo) y la salvación mediante Cristo crucificado (a la derecha).

## Interior
Albergaba un retablo que fue robado y desmontado por Erik el Belga.

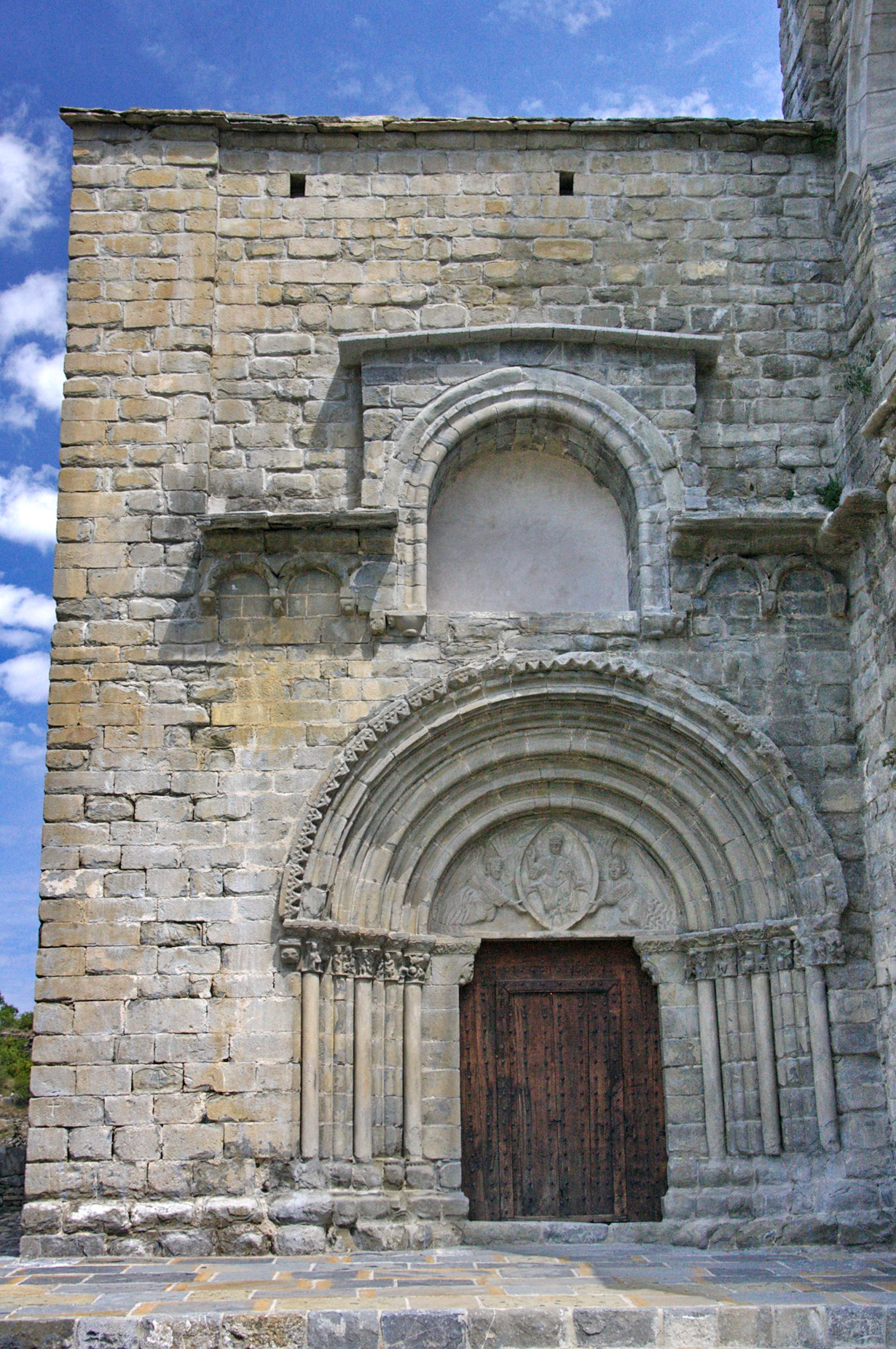
Portada con tímpano y capiteles historiados